# Anne Marden
Anne Marden (Boston, 12 de junio de 1958) es una deportista estadounidense que compitió en remo.
Participó en tres Juegos Olímpicos de Verano, obteniendo dos medallas, plata en Los Ángeles 1984 (cuatro scull con timonel) y plata en Seúl 1988 (scull individual), y el cuarto lugar en Barcelona 1992 (scull individual).
Ganó dos medallas en el Campeonato Mundial de Remo, en los años 1985 y 1987.

## Palmarés internacional
| Juegos Olímpicos   | Juegos Olímpicos             | Juegos Olímpicos  | Juegos Olímpicos         |
| Año                | Lugar                        | Medalla           | Prueba                   |
| ------------------ | ---------------------------- | ----------------- | ------------------------ |
| 1984               | Los Ángeles (Estados Unidos) | Medalla de plata  | Cuatro scull con timonel |
| 1988               | Seúl (Corea del Sur)         | Medalla de plata  | Scull individual         |
| Campeonato Mundial |                              |                   |                          |
| Año                | Lugar                        | Medalla           | Prueba                   |
| 1985               | Malinas (Bélgica)            | Medalla de bronce | Scull individual         |
| 1987               | Copenhague (Dinamarca)       | Medalla de bronce | Doble scull              |